# Mandalgarh
Mandalgarh és una ciutat de Rajasthan, al districte de Bhilwara i a l'antic principat de Mewar. Fou capital de la zila o districte del principat que portava el mateix nom de Mandalgarh, la qual estava formada per 258 pobles amb 36.619 habitants. La ciutat, a 54 km de Chitor, tenia 1762 habitants el 1901 i 20.161 el 2001 i forma part actualment del districte de Bhilwara, de la capital del qual es troba a 54 km al sud-est, i on és capçalera d'un tehsil, i un panchayat samiti.
El seu fort va tenir gran importància històrica per ser escenari de diverses batalles, i és considerat un dels més antics del Rajasthan, construït al segle XII ple clan balnot (branca dels solankis) dels rajputs i reconstruït per rana Khumba Singh vers la meitat del segle XV. Es troba al nord-oest de la ciutat a 553 metres d'altura i mesura prop d'un km de llarg, estant situat a la cimera d'un turó protegit per muralles. Fou construït pel cap del subclan balnote del clan solanki dels rajputs; al seu interior té el temple de Jaleshwar (datat el 1619), un temple de Xiva i altres temples de deus hindús. També inclou una gran cisterna. El fort fou ocupat per diversos conqueridors; la primera vegada fou a finals del segle XIV quan fou conquerit per Muzaffar Shah de Gujarat; després dues vegades per Mahmud Khilji de Malwa (meitat del segle XV); posteriorment va pertànyer alternativament als ranes d'Udaipur i als mogols. El 1650 Shah Jahan el va cedir en jagir a Raja Rup Singh de Kishangarh que va construir un palau dins el fort; el rana Raj Singh el va recuperar el 1660, però l'emperador mogol Aurangzeb en la seva invasió de Mewar, el va reconquistar vers el 1680 i vers el 1700 el va donar a Jhujar Singh, senyor rathor de Pisangan (al que després fou districte d'Ajmer); el rana Amar Singh el va reconquerir el 1706 i en endavant va estar en mans del principat de Mewar o Udaipur fins a la seva desaparició el 1948.

## Nota
- Wilson Hunter, Sir William; Sutherland Cotton, James; Sir Richard Burn, Sir William Stevenson Meyer. Great Britain India Office. The Imperial Gazetteer of India (en anglès).  Oxford: Clarendon Press, 1908.